# Katonablues
A Katonablues (G.I. Blues) egy 1960-ban készült amerikai film, amelyben Elvis Presley is játszott.

## Cselekmény
A három örök jóbarát, Tulsa, Rick és Cooky az egyik zenés bárban kiszemelnek egy lányt maguknak, Lilit, aki minden udvarlójának kosarat ad. A barátok fogadást tesznek, hogy Tulsának sikerül meghódítani a hölgyet, és ő pedig egy nagyon jó módszert választ a hódításra: a zenét.

## Szereplők
| Tulsa McLean                                                        | Elvis Presley   | Viczián Ottó    |
| Lili                                                                | Juliet Prowse   | Timkó Eszter    |
| Cookie                                                              | Robert Ivers    | Dózsa Zoltán    |
| Rick                                                                | James Douglas   | Galambos Péter  |
| Tina                                                                | Letícia Román   | Götz Anna       |
| Maria                                                               | Sigrid Maier    | Dögei Éva       |
| McGraw őrmester                                                     | Arch Johnson    | Szokolay Ottó   |
| Jeeter                                                              | Mickey Knox     |                 |
| Hobart százados                                                     | John Hudson     | Orosz István    |
| Mac                                                                 | Kenneth Becker  |                 |
| Turk                                                                | Jeremy Slate    |                 |
| Warren                                                              | Beach Dickerson |                 |
| Mickey                                                              | Trent Dolan     |                 |
| Walt                                                                | Carl Crow       |                 |
| Múller papa                                                         | Fred Essler     | Versényi László |
| További magyar hangok:                                              |                 |                 |
| Csuja Imre, Holl Nándor, Kassai Ilona, Pathó István, Rékasi Károly. |                 |                 |